# Rose (album de Miliyah Katō)
Pour les articles homonymes, voir Rose.
Albums de Miliyah Katō
Diamond Princess
(2007)
Singles
Rose est le premier album de Miliyah Katō, sorti sous le label Mastersix Foundation le 26 octobre 2005 au Japon. Il atteint la 2e place du classement de l'Oricon. Il se vend à 87 620 exemplaires la première semaine, et reste classé pendant 20 semaines, pour un total de 238 302 exemplaires vendus. C'est le troisième album le plus vendu de Miliyah Katō à ce jour.

## Liste des titres
| 1.  | Yozora                                          | M.Takesue, Miliyah Katō                                | H.Kon, Miliyah                                | Shingo.S        | 3:51 |
| 2.  | Dear Lonely Girl                                | Takashi Matsumoto, Miliyah                             | Kyohei Tsutsumi, Miliyah                      | Shingo.S        | 3:29 |
| 3.  | Don't stop!                                     | Miliyah                                                | Shingo.S                                      | 3rd Productions | 3:32 |
| 4.  | Beautiful                                       | Miliyah                                                | Minoru Komorita                               | Hiroshi Matsui  | 4:51 |
| 5.  | My life                                         | Miliyah                                                | Miliyah                                       | OCTOPUSSY       | 4:01 |
| 6.  | Love me, I love you                             | Miliyah                                                | Shingo.S                                      | 3rd Productions | 5:06 |
| 7.  | Ride with u                                     | Miliyah                                                | Yanagiman                                     | Yanagiman       | 4:38 |
| 8.  | Eien no Koe                                     | Bill Withers, William Salter, Ralph MacDonald, Miliyah | Bill Withers, William Salter, Ralph MacDonald | Kazuo Ishijima  | 4:44 |
| 9.  | Never let go                                    | Miliyah                                                | Miliyah, Maestro-T                            | Maestro-T       | 4:31 |
| 10. | I Cry                                           | Miliyah                                                | Miliyah                                       | 3rd Productions | 3:45 |
| 11. | Jounetsu (Échantillonnage de UA "Jounetsu")     | UA, Miliyah                                            | Hirofumi Asamoto, Shingo.S, Miliyah           | 3rd Productions | 5:03 |
| 12. | Rose                                            | Miliyah                                                | Miliyah                                       | BACH LOGIC      | 3:17 |
| 13. | Star                                            | Miliyah                                                | Miliyah, Shingo.S                             | 3rd Productions | 5:25 |
| 14. | One Day ~Yozora Remix~ Miliyah Kato loves M-Flo | M-Flo, Miliyah                                         | M-Flo, Miliyah, H.Kon                         | 3rd Productions | 5:17 |